# Libanon az 1980. évi nyári olimpiai játékokon
Libanon a szovjetunióbeli Moszkvában megrendezett 1980. évi nyári olimpiai játékok egyik részt vevő nemzete volt. Az országot az olimpián 8 sportágban 15 sportoló képviselte, akik összesen 1 érmet szereztek.

## Érmesek
| Érem  | Versenyző      | Sportág  | Versenyszám          |
| ----- | -------------- | -------- | -------------------- |
| Bronz | Hassan Bechara | Birkózás | Kötöttfogás, +100 kg |

## Atlétika
Férfi
| Versenyző     | Versenyszám | Előfutam | Előfutam | Előfutam | Negyeddöntő | Negyeddöntő | Negyeddöntő | Elődöntő | Elődöntő | Elődöntő | Döntő         | Döntő         |
| Versenyző     | Versenyszám | Idő      | Hely.    | Össz.    | Idő         | Hely.       | Össz.       | Idő      | Hely.    | Össz.    | Idő           | Helyezés      |
| ------------- | ----------- | -------- | -------- | -------- | ----------- | ----------- | ----------- | -------- | -------- | -------- | ------------- | ------------- |
| Roland Dagher | 100 m       | 11,01    | 5.       | 46.*     | kiesett     | kiesett     | kiesett     | kiesett  | kiesett  | kiesett  | kiesett       | kiesett       |
| Roland Dagher | 200 m       | 22,27    | 6.       | 42.      | kiesett     | kiesett     | kiesett     | kiesett  | kiesett  | kiesett  | kiesett       | kiesett       |
| Nabil Chouéry | Maraton     |          |          |          |             |             |             |          |          |          | nem ért célba | nem ért célba |

* - egy másik versenyzővel azonos eredményt ért el

## Birkózás
Kötöttfogású
| Versenyző      | Versenyszám | 1. forduló                           | 2. forduló                     | 3. forduló        | 4. forduló                          | Döntő | Helyezés |
| Versenyző      | Versenyszám | Ellenfél Eredmény                    | Ellenfél Eredmény              | Ellenfél Eredmény | Ellenfél Eredmény                   | Ellenfél Eredmény                                                                                               | Helyezés |
| -------------- | ----------- | ------------------------------------ | ------------------------------ | ----------------- | ----------------------------------- | --- | -------- |
| Hassan Bechara | +100 kg     | Antonio La Penna (ITA) · kétvállas · | Arturo Díaz (CUB) · kizárták · | erőnyerő          | Alekszandar Tomov (BUL) · kétvállas | Hozott eredmény · Alekszandar Tomov (BUL) · kétvállas · 1. mérkőzés · Alekszandr Kolcsinszkij (URS) · kétvállas |          |

## Cselgáncs
| Versenyző     | Versenyszám | Csoport | 32-es főtábla             | Nyolcaddöntő      | Negyeddöntő       | Elődöntő          | Vigaszág negyeddöntő      | Vigaszág elődöntő | Bronz- mérkőzés   | Döntő             | Helyezés |
| Versenyző     | Versenyszám | Csoport | Ellenfél Eredmény         | Ellenfél Eredmény | Ellenfél Eredmény | Ellenfél Eredmény | Ellenfél Eredmény         | Ellenfél Eredmény | Ellenfél Eredmény | Ellenfél Eredmény | Helyezés |
| ------------- | ----------- | ------- | ------------------------- | ----------------- | ----------------- | ----------------- | ------------------------- | ----------------- | ----------------- | ----------------- | -------- |
| Sihad Keyrouz | Légsúly     | A       | José Rodríguez (CUB) · V  |                   |                   |                   | Samir El-Najjar (SYR) · V | kiesett           | kiesett           |                   | 9.       |
| Roukoz Roukoz | Könnyűsúly  | A       | Niokhor Diongue (SEN) · V | kiesett           | kiesett           | kiesett           |                           |                   |                   |                   | 19.      |

## Kerékpározás

### Országúti kerékpározás
Férfi
| Versenyző      | Versenyszám   | Idő           | Helyezés      |
| -------------- | ------------- | ------------- | ------------- |
| Salloum Kaysar | Mezőnyverseny | nem ért célba | nem ért célba |
| Kamal Ghalayni | Mezőnyverseny | nem ért célba | nem ért célba |

## Ökölvívás
| Versenyző          | Versenyszám   | 32-es főtábla                | Nyolcaddöntő      | Negyeddöntő       | Elődöntő          | Döntő             | Helyezés |
| Versenyző          | Versenyszám   | Ellenfél Eredmény            | Ellenfél Eredmény | Ellenfél Eredmény | Ellenfél Eredmény | Ellenfél Eredmény | Helyezés |
| ------------------ | ------------- | ---------------------------- | ----------------- | ----------------- | ----------------- | ----------------- | -------- |
| Mohamed Al Moukdad | Váltósúly     | Mehmet Bogujevci (YUG) · 0:5 | kiesett           | kiesett           | kiesett           | kiesett           | 17.      |
| Mohamed Halibi     | Nagyváltósúly | Zselju Sztefanov (BUL) · 0:5 | kiesett           | kiesett           | kiesett           | kiesett           | 17.      |

## Súlyemelés
| Versenyző          | Versenyszám | Szakítás                 | Szakítás                 | Lökés                    | Lökés                    | Összesen | Helyezés |
| Versenyző          | Versenyszám | Eredmény                 | Helyezés                 | Eredmény                 | Helyezés                 | Összesen | Helyezés |
| ------------------ | ----------- | ------------------------ | ------------------------ | ------------------------ | ------------------------ | -------- | -------- |
| Mohammed Tarabulsi | 75 kg       | érvényes kísérlet nélkül | érvényes kísérlet nélkül | kiesett                  | kiesett                  | kiesett  | kiesett  |
| Raef Ftouni        | 100 kg      | 140,0                    | 14.                      | érvényes kísérlet nélkül | érvényes kísérlet nélkül | kiesett  | kiesett  |

## Úszás
Férfi
| Versenyző       | Versenyszám    | Előfutam | Előfutam | Előfutam | Elődöntő | Elődöntő | Elődöntő | Döntő   | Döntő    |
| Versenyző       | Versenyszám    | Idő      | Hely.    | Össz.    | Idő      | Hely.    | Össz.    | Idő     | Helyezés |
| --------------- | -------------- | -------- | -------- | -------- | -------- | -------- | -------- | ------- | -------- |
| Bilall Yamout   | 100 m gyors    | 1:03,48  | 8.       | 37.      | kiesett  | kiesett  | kiesett  | kiesett | kiesett  |
| Bilall Yamout   | 200 m gyors    | 2:27,94  | 7.       | 41.      |          |          |          | kiesett | kiesett  |
| Ibrahim El-Baba | 100 m pillangó | 1:05,20  | 6.       | 30.      | kiesett  | kiesett  | kiesett  | kiesett | kiesett  |

## Vívás
Férfi
| Versenyző    | Versenyszám       | Selejtező | Selejtező | Selejtező         | Selejtező | Főtábla           | Főtábla           | Vigaszág          | Vigaszág          | Vigaszág          | Döntő             | Döntő   | Helyezés |
| Versenyző    | Versenyszám       | 1. kör | 1. kör    | 2. kör            | 2. kör    | 1. kör            | 2. kör            | 1. kör            | 2. kör            | 3. kör            | Döntő             | Döntő   | Helyezés |
| Versenyző    | Versenyszám       | Ellenfél Eredmény | Hely.     | Ellenfél Eredmény | Hely.     | Ellenfél Eredmény | Ellenfél Eredmény | Ellenfél Eredmény | Ellenfél Eredmény | Ellenfél Eredmény | Ellenfél Eredmény | Hely.   | Helyezés |
| ------------ | ----------------- | --- | --------- | ----------------- | --------- | ----------------- | ----------------- | ----------------- | ----------------- | ----------------- | ----------------- | ------- | -------- |
| Dany Haddad  | Tőr, egyéni       | 1. csoport · Tahar Hamou (ALG) · 2–5 · Szelei István (HUN) · 2–5 · Volodimir Szmirnov (URS) · 1–5 · Adam Robak (POL) · 3–5                                        | 5.        | kiesett           | kiesett   | kiesett           | kiesett           | kiesett           | kiesett           | kiesett           | kiesett           | kiesett | 33.      |
| Dany Haddad  | Párbajtőr, egyéni | 7. csoport · Mohamed Al-Thuwani (KUW) · 3–5 · Leszek Swornowski (POL) · 1–5 · John Llewellyn (GBR) · 1–5 · Pongrácz Antal (ROU) · 0–5 · Patrick Picot (FRA) · 2–5 | 6.        | kiesett           | kiesett   | kiesett           | kiesett           | kiesett           | kiesett           | kiesett           | kiesett           | kiesett | 41.      |
| Hassan Hamze | Tőr, egyéni       | 2. csoport · Jesús Esperanza (ESP) · 4–5 · Aljakszandr Ramanykov (URS) · 1–5 · Rob Bruniges (GBR) · 0–5 · Greg Benko (AUS) · 0–5                                  | 5.        | kiesett           | kiesett   | kiesett           | kiesett           | kiesett           | kiesett           | kiesett           | kiesett           | kiesett | 36.      |
| Hassan Hamze | Párbajtőr, egyéni | 8. csoport · Kazem Hasan (KUW) · 1–5 · Marco Falcone (ITA) · 4–5 · Borisz Lukomszkij (URS) · 0–5 · Greg Benko (AUS) · 1–5 · Hans Jacobson (SWE) · 1–5             | 6.        | kiesett           | kiesett   | kiesett           | kiesett           | kiesett           | kiesett           | kiesett           | kiesett           | kiesett | 41.      |